# Mirzam
Mirzam (β Canis Majoris, β CMa, někdy také Murzim) je hvězda v souhvězdí Velkého psa vzdálená od Země asi 490 světelných let. 

## Vlastnosti
Mirzam je proměnná hvězda typu Beta Cephei, jejíž zdánlivá jasnost se mění v rozmezí 1,97 až 2,01 s periodou 6 hodin, změna je tak malá, že ji nelze postřehnout pouhým okem.
Hvězda je 13krát až 14krát hmotnější než Slunce a její poloměr je 8-11krát větší.